# Louis Louka
Louis Louka, né le 10 décembre 1993 à Charleroi, est un copilote belge de rallye. Il est le fils de Thom' Louka, pilote belge de rallye historique sur Alpine-Renault A110 1300 et petit-fils de Paul Louka, chanteur belge.

## Carrière
Louis Louka commence sa carrière de copilote à 18 ans, en avril 2012. Après deux ans aux côtés de différents pilotes amateurs, il rejoint Guillaume Dilley pour la saison 2015 en tant qu'équipage officiel DS Belux sur DS3 R3. Cette saison sera couronnée par le titre de champion de Belgique en catégorie R3 et de vice-champion de Belgique général.
Pour 2016, il rejoint Guillaume de Mévius. Louis fait ses débuts en WRC en 2016 au Rallye de Catalogne.
En 2017, il participe avec Guillame de Mévius au championnat de Belgique des rallyes ainsi qu'a quelques manche du championnat de France des Rallye dans la Peugeot 208 T16 rally2 préparée par l'equipe Belge DG Sport avec le soutien de la fédération Belge des rallye  le RACB.
Mi-2018, il rejoint Grégoire Munster. Gravissant ensemble les échelons du rallye national et international (terminant notamment vice-champion d'Europe junior 2020 derrière Oliver Solberg).
Ils prennent part au championnat du monde des rallyes 2024 pour M-Sport en tant que second équipage officiel aux côtés d'Adrien Fourmaux et Alexandre Coria sur la FORD PUMA Rally1.

## Résultats en Rallye

### WRC
| Années | Équipe                                   | Voiture              | 1         | 2         | 3         | 4      | 5      | 6      | 7       | 8      | 9      | 10      | 11     | 12     | 13      | 14    | Pos. | Points |
| ------ | ---------------------------------------- | -------------------- | --------- | --------- | --------- | ------ | ------ | ------ | ------- | ------ | ------ | ------- | ------ | ------ | ------- | ----- | ---- | ------ |
| 2019   | Grégoire Munster                         | Škoda Fabia R5       | MON Ret   | SWE       | MEX       | FRA    | ARG    | CHL    | POR     | ITA    | FIN 45 | GER     | TUR    | GBR    | ESP     | AUS C | NC   | 0      |
| 2020   | Grégoire Munster                         | Škoda Fabia R5       | MON 14    |           |           |        |        |        |         |        |        |         |        |        |         |       | NC   | 0      |
| 2020   | Grégoire Munster                         | Hyundai i20 R5       |           | SWE WD    | MEX       | EST 24 | TUR    | ITA    | MNZ Ret |        |        |         |        |        |         |       | NC   | 0      |
| 2021   | Grégoire Munster                         | Hyundai i20 R5       | MON       | ARC       | CRO       | POR    | ITA    | KEN    | EST     | BEL 16 | GRE    | FIN     | ESP    |        |         |       | NC   | 0      |
| 2021   | Grégoire Munster                         | Hyundai i20 N Rally2 |           |           |           |        |        |        |         |        |        |         |        | MNZ 15 |         |       | NC   | 0      |
| 2022   | Grégoire Munster                         | Hyundai i20 N Rally2 | MON 12    | SWE       | CRO 48    | POR    | ITA    | KEN    | EST     | FIN    | BEL 11 | GRE Ret | NZL    | ESP 22 | JPN 7   |       | 23e  | 6      |
| 2023   | M-Sport Ford WRT                         | Ford Fiesta Rally2   | MON 17    |           |           | CRO 26 | POR 42 | ITA 11 | KEN Ret |        | FIN 15 | GRE 12  |        |        | JPN Ret |       | 22e  | 6      |
| 2023   | M-Sport Ford WRT                         | Ford Puma Rally1     |           |           |           |        |        |        |         |        |        |         | CHL 13 | EUR 7  |         |       | 22e  | 6      |
| 2023   | Grégoire Munster                         | Ford Fiesta Rally3   |           | SWE 26    | MEX       |        |        |        |         | EST 18 |        |         |        |        |         |       | 22e  | 6      |
| 2024   | M-Sport Ford WRT Driver Gregoire Munster | Ford Puma Rally1     | Mon 8 RC1 | SWE 6 RC1 | KEN 9 RC1 | CRO    |        |        |         |        |        |         |        |        |         |       |      |        |